# Bowlingkegle
Bowlingkeglen bruges i bowling som det mål der skal rammes med bowlingkuglen.
Ligesom med bowlingkuglen skal også keglens specifikationer godkendes af USBC (Amerikas Bowling Kongres). Keglerne er 12 cm brede ved det bredeste punkt, 38,1 cm høje og med en vægt på ca. 1,4 kg.
De bygges af sammenlimede blokke af hårdt ahorntræ, som formes ved hjælp af en drejebænk. Efter træet er formet som en kegle, overtrækkes den med et plastisk materiale, for til slut at blive malet og polereret.
Pga. det store arbejde med at fremstille trækegler og manglen på egnet træ, er brugen af plastickegler særdeles udbredt.